# Beas (Huelva)
Beas ist eine spanische Stadt in der Provinz Huelva in der Autonomen Region Andalusien. 2024 hatte die Gemeinde 4.374 Einwohner. Sie befindet sich in der Comarca El Condado.

## Geografie
Die Gemeinde grenzt an die Gemeinden Calañas, Niebla, Trigueros und Valverde del Camino.

## Geschichte
Die ersten schriftlichen Erwähnungen der Gemeinde Beas finden sich nach der kastilischen Eroberung des arabischen Taifa-Königreichs Niebla im Jahr 1262.